# Lycée La Bruyère
Pour les articles homonymes, voir La Bruyère.
Le lycée La Bruyère est un lycée général et technologique situé sur l'avenue de Paris, à Versailles. Il comprend un lycée et des classes préparatoires littéraires A/L (5 classes : 2 hypokhâgnes, 3 khâgnes) et économiques ECG (2 classes).

## Historique

### Du cours municipal au lycée de jeunes filles
À l'origine, l'actuel lycée La Bruyère était un « cours d'enseignement secondaire municipal » féminin, fondé en 1867 par Mademoiselle Ernestine Arnaud, fille d’un chef de gare de la Compagnie des chemins de fer de l'Ouest. Le maire de Versailles Edme-Pierre Ploix apporte son soutien au projet. Subventionné par l'État, le cours donne des leçons de français et d'anglais. Chose rare alors que l'établissement naît sous le Second Empire, la neutralité religieuse y est la règle. Il connaît rapidement le succès, de nombreuses familles de notables de Versailles y inscrivant leurs filles. En 1880, ce cours devient « école secondaire municipale », sous l'impulsion du maire Hippolyte Deroisin ; il comprend des classes enfantines, un enseignement primaire et un autre, secondaire. L'école est alors située 30-32 avenue de Paris. Outre des enseignantes féminines, des professeurs du lycée Hoche voisin (lycée de garçons) viennent y dispenser de nouvelles matières (sciences, allemand, histoire, géographie et dessin). Afin de saluer son investissement, Mademoiselle Arnaud reçoit en 1883 l'ordre des Palmes académiques de la part du ministre de l'Instruction publique Jules Ferry.
En 1889, pour continuer à percevoir les subventions municipales, l'école devient un lycée de jeunes filles. Le décret est signé le 6 août et l'école ouvre officiellement ses portes le 1er octobre de la même année. Il y a alors cent élèves. Cette évolution donne lieu à une polémique, certaines familles conservatrices de la ville s'opposant à ce que leurs filles scolarisées reçoivent une instruction plus développée ; la bonne réputation de l'école aurait cependant facilité l'adoption de cette transformation. Le déménagement du lycée dans un cadre plus adapté fait aussi débat, notamment au conseil municipal et dans les journaux locaux, provoquant par ailleurs une pétition de la part des adversaires du projet. Le 18 octobre 1889, la municipalité choisit finalement de transférer l'établissement au 31 avenue de Paris (no 9 à l'époque), dont Madame Bréchignac était la propriétaire, ce qu'elle refusa initialement, une décision de justice de 1892 tranchant toutefois son expropriation. Il s'agit du prolongement d'une propriété où Madame du Barry avait fait construire un hôtel, racheté après la mort de Louis XV par Louis XVI pour son frère. On rajoute à ce périmètre une parcelle de la butte Montbauron, où étaient situées les écuries du prince. Médecin de Louis XV et passionné d'arboriculture, Monsieur Lemonnier y avait planté un cèdre, qui subsiste jusqu'à la tempête de 1999. Bien national, le site est vendu sous la Révolution et échoit à plusieurs propriétaires, dont l'un acquit le pavillon – dit pavillon Montesquieu – qui accueille actuellement les bureaux du proviseur. En 1854, des agrandissements ont lieu, donnant au site sa superficie contemporaine.

### Le lycée de jeunes filles de Versailles
Situé sur une pente descendante vers l'avenue de Paris et orné d'arbres, le terrain jouit d'une qualité esthétique particulière. Un bâtiment de trois étages est alors construit par l'architecte Albert Petit afin d'accueillir 300 élèves ; il est inauguré en avril 1894, en présence du ministre de l'Instruction publique Eugène Spuller, qui décore par ailleurs la directrice  de la rosette d'officier de l'Instruction publique. Si dans les faits, le lycée de jeunes filles de Versailles existe, il n'obtient un caractère définitivement officiel que par le décret du 6 septembre 1895, signé par le président de la République Félix Faure. Le régime des élèves est divers, partagé entre externes libres, externes surveillées et demi-pensionnaires. Ne disposant pas des titres universitaires nécessaires, Mademoiselle Arnaud doit prendre une retraite prématurée la même année. Mademoiselle Léonie Allégret lui succède, en poste de 1895 à 1912.
Jusqu'en 1924, les élèves féminines ne peuvent pas, en grande majorité, prétendre au baccalauréat. Seul un diplôme de fin d'études leur est généralement proposé. En 1912, la directrice du lycée fonde cependant une classe préparatoire à l'École normale supérieure de jeunes filles, qui obtient vite de brillants résultats. Après la Première Guerre mondiale est aussi créée une préparation pour l'École normale supérieure de Fontenay-aux-Roses en sciences et en lettres puis, en 1950, à l'École normale supérieure de l'enseignement technique.
L'augmentation du nombre d'élèves et les exigences particulières liées à l'enseignement des matières scientifiques entraînent des travaux d'agrandissement : le bâtiment de 1894 est prolongé vers l'ouest et le troisième étage est aménagé pour les cours de sciences, comprenant notamment laboratoire et salle des collections. La nouvelle directrice, Madeleine Rudler-Tschudnowski, obtient par ailleurs qu'un nouveau bâtiment soit construit à la fin des années 1930, formant une équerre sur le côté ouest.
Sous l'Occupation, deux élèves sont déportées, dont une ne reviendra pas. Un travail de mémoire a depuis été entrepris par des élèves, sous la direction de Katelyne Pierre-Santangeli, professeure d’arts plastiques, avec la participation de l'artiste plasticien Nicolas Daubanes.
Dans les années 1950, des classes préfabriquées sont installées dans le parc. Le lycée acquiert aussi une propriété sur la butte dite « de Montbauron », afin d'accueillir les élèves du premier cycle ; ce site est depuis devenu une institution scolaire indépendante, le collège Jean-Philippe-Rameau. En 1962, le lycée de jeunes filles prend le nom de lycée La Bruyère, en hommage à l'écrivain versaillais Jean de La Bruyère. La mixité, peu à peu, s'installe.

### Internat et lycée La Bruyère
Au début du lycée de jeunes filles, les élèves pensionnaires étaient logées dans une pension privée située rue Henri-de-Régnier. L'État, qui ne souhaite pas construire un internat mais constatant l'accroissement du nombre d'élèves, avait ensuite demandé à sa directrice, Mademoiselle Allégret, ainsi qu'à des notables versaillais, de réfléchir à la création d'une société anonyme par actions afin d'édifier une maison éducation liée au lycée. Un terrain situé 43 avenue de Paris (83 de nos jours), qui avait appartenu à Madame Élisabeth, est ainsi acquis en 1906, où un internat voit le jour, dans le pavillon originel (dit « pavillon rouge »), ainsi que dans d'autres bâtiments nouvellement érigés dans le parc. Leur attrait est alors grand pour les élèves mais l'internat connaît des difficultés financières, conduisant l'administrateur de sociétés et financier Monsieur Krimer à racheter l'ensemble en 1961, afin de déclarer officiellement le site internat du lycée.
À partir de 1992, de nouvelles extensions sont construites dans le parc, le long de l'allée Pierre-de-Coubertin, afin d'accueillir les cours de sciences. Le bâtiment de 1894 est par ailleurs restructuré.

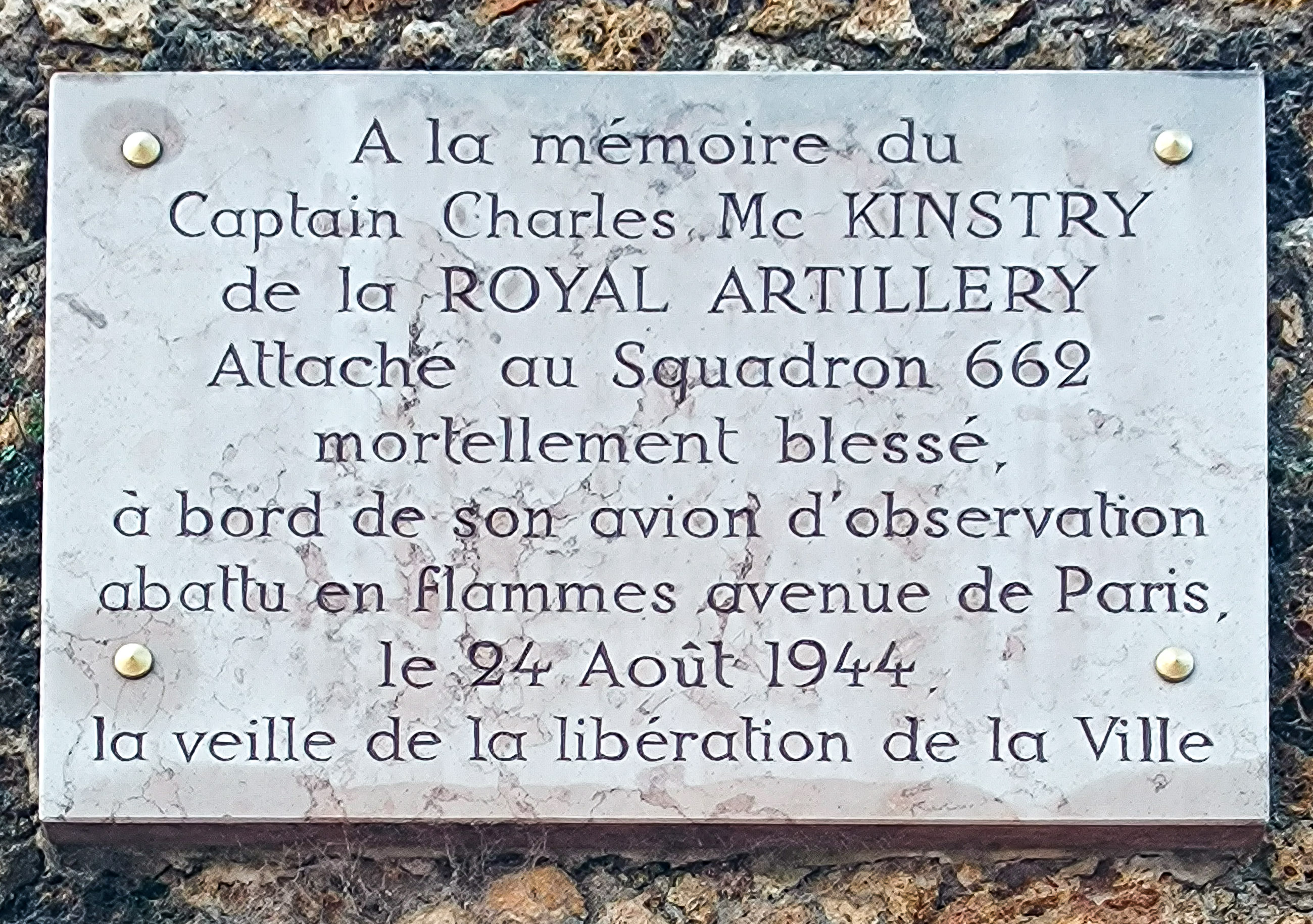
Plaque commémorative à la mémoire de Charles Mc Kinstry, capitaine de la Royal Artillery. Ce dernier était attaché au « Squadron 662 » et fut mortellement blessé et abattu à bord de son avion d’observation sur l’avenue de Paris, devant le lycée La Bruyère. Son décès survient le 24 août 1944, veille de la libération de la ville et de Paris. Chaque année, le 24 août, la plaque est fleurie. Cette plaque a été nettoyée en 2021, par la mairie de Versailles et l’Office national des anciens combattants et victimes de guerre (ONACVG), à la demande d'un élève élu du Conseil de la vie lycéenne et du conseil d'administration du lycée, cette même année.

## Classement du lycée
En 2017, le lycée se classe 32e au niveau national d'après L'Express Le classement s'établit sur trois critères : le taux de réussite au bac, la proportion d'élèves de première qui obtient le baccalauréat en ayant fait les deux dernières années de leur scolarité dans l'établissement, et la valeur ajoutée (calculée à partir de l'origine sociale des élèves, de leur âge et de leurs résultats au diplôme national du brevet).

## Galerie

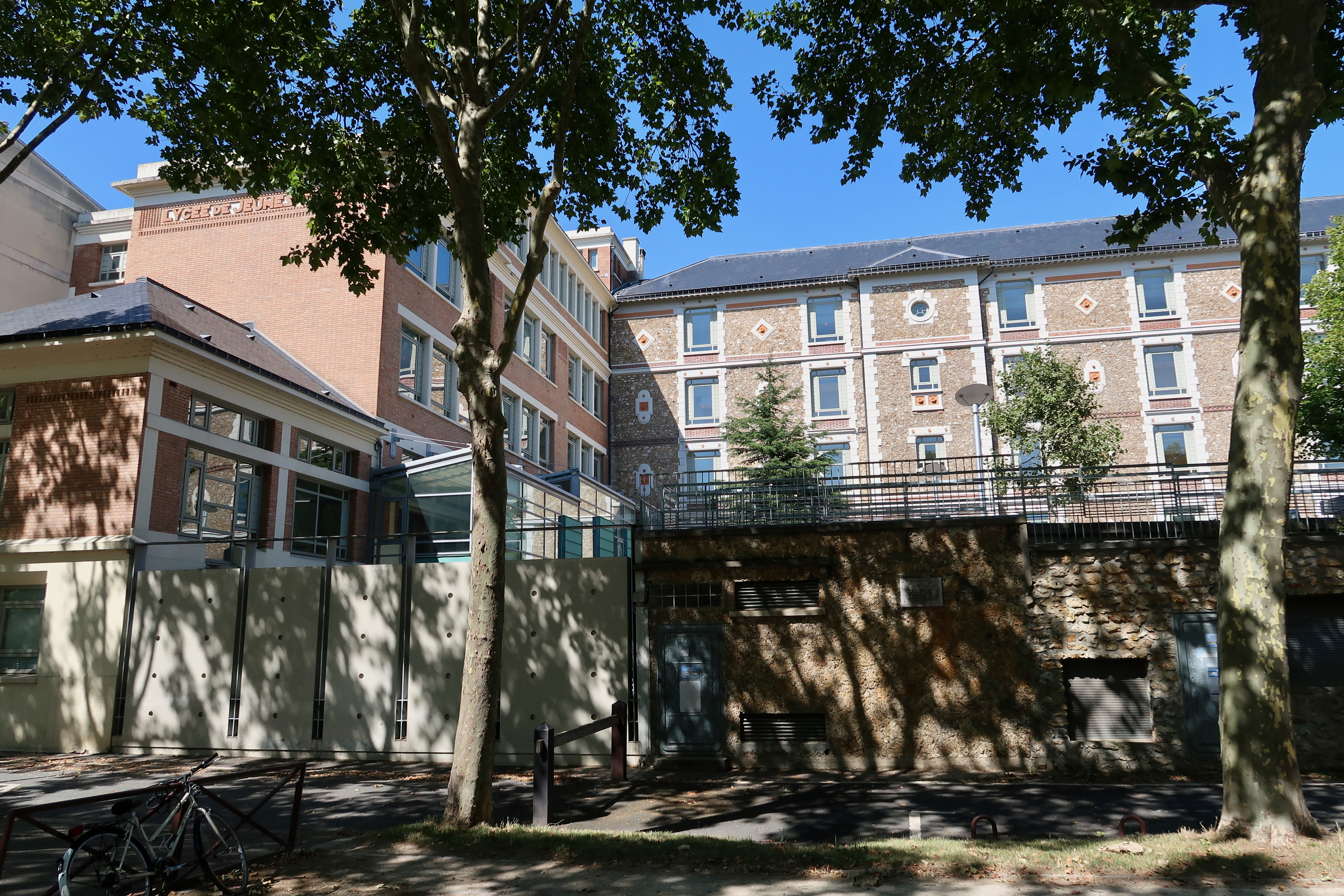
Ouest du bâtiment.
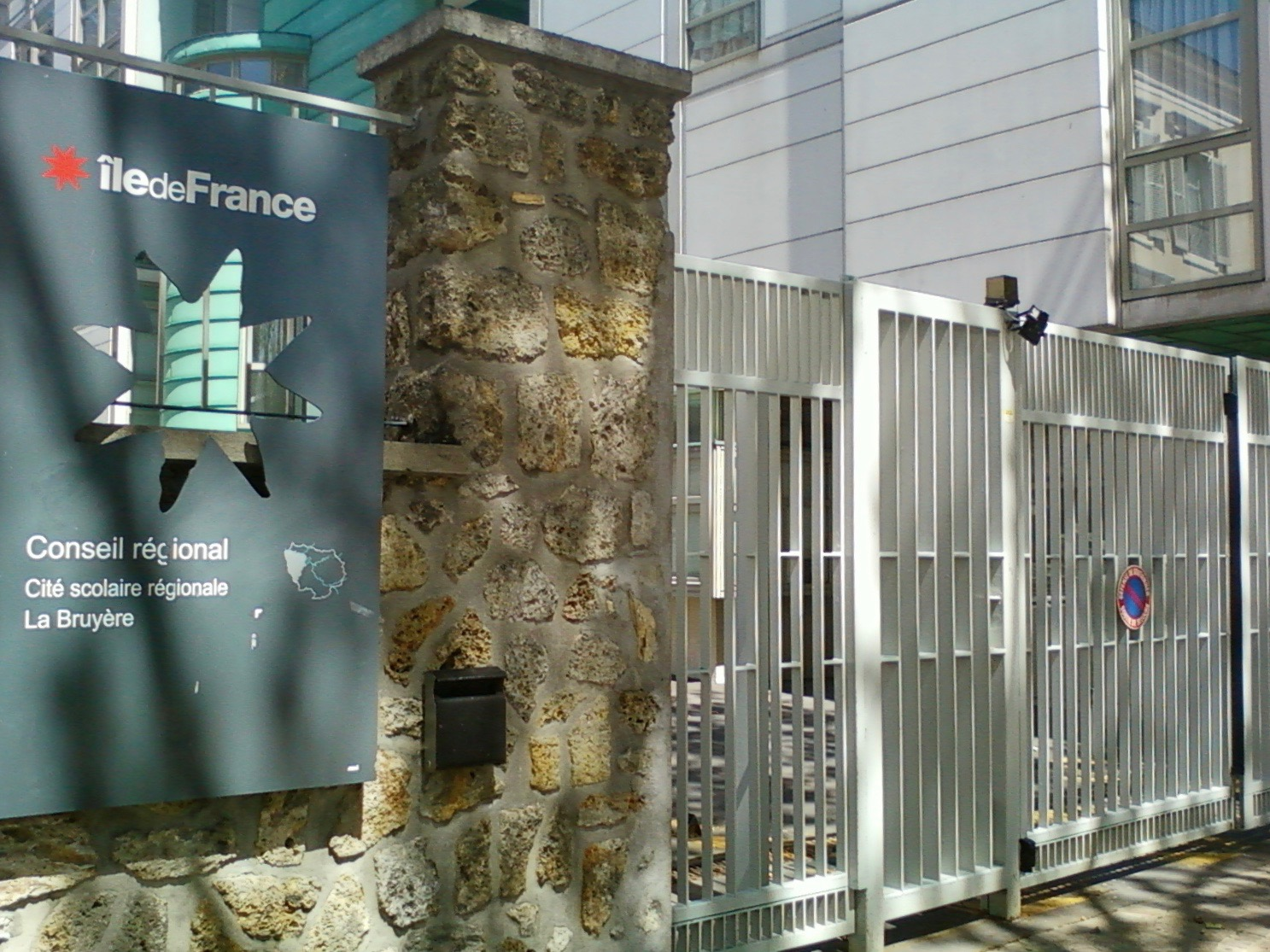
Grilles d'entrée.

## Classes préparatoires
Le lycée accueille des classes préparatoires dans trois filières : ECG, A/L et LSH.

## Classements des CPGE
Le classement national des classes préparatoires aux grandes écoles (CPGE) se fait en fonction du taux d'admission des élèves dans les grandes écoles.
En 2019, L'Étudiant donnait le classement suivant pour les concours de 2018 :
| Filière | Élèves admis dans une grande école* | Taux d'admission* | Taux moyen sur 5 ans | Classement national |
| --- | ----------------------------------- | ----------------- | -------------------- | ------------------- |
| ECG | 4 / 39 élèves                       | 10,3 %            | 7,8 %                | 31e sur 95          |
| Khâgne A/L | 0 / 18 élèves                       | 0 %               | 1,9 %                | 19e ex æquo sur 32  |
| Khâgne LSH | 4 / 77 élèves                       | 5,2 %             | 4,2 %                | 27e ex æquo sur 73  |
| Source : Classement 2019 des prépas - L'Étudiant (Concours de 2018). * le taux d'admission dépend des grandes écoles retenues par l'étude. Par exemple, en filière ECE et ECG, ce sont HEC, ESSEC, et l'ESCP ; en khâgne, ce sont l'ENSAE, l'ENC, les 3 ENS, et 5 écoles de commerce. |                                     |                   |                      |                     |

## Personnalités liées au lycée

### Élèves
- Eugénie Bazin-Foucher (1889-1952), archéologue[8]
- Erik Orsenna (1947-), romancier et académicien
- Joëlle Mélin (1950-), femme politique (conseillère régionale, conseillère municipale, députée au Parlement européen et désormais députée à l'Assemblée nationale) et médecin
- Caroline Pascal (1966-), romancière
- Camille Pascal (1966-), homme politique (conseiller auprès de la présidence de la République et désormais conseiller auprès du Conseil d'État), historien et personnalité de l’audiovisuel
- Valérie Bénaïm (1969-), journaliste
- Nathanaël Dupré La Tour (1977-2013), essayiste
- Cyrus North (1990-), vidéaste
- Capucine Duchamp (1998-), ventriloque
- Maryam Pougetoux (1998-), militante et syndicaliste étudiante

### Professeurs
- Jeanne Alexandre (1890-1980), professeure de philosophie
- Jacqueline de Romilly (1913-2010), helléniste, membre de l'Académie française, professeure au Collège de France, et commandeur de la Légion d'honneur
- Jean-Paul Brighelli (1953-), essayiste
- Caroline Pascal (1966-), romancière
- Jean-Michel Le Lannou (1956-), professeur de philosophie
- Fabrice Humbert, romancier primé pour Le Monde n'existe pas, La Fortune de Sila et L'Origine de la violence